# Desi Arnaz
Desiderio Alberto Arnaz y de Acha III (Santiago de Cuba, Cuba, 2 de marzo de 1917 - Del Mar, Estados Unidos, 2 de diciembre de 1986), conocido como Desi Arnaz, fue un actor y músico cubano.

## Biografía
Procedente de una familia hispanocubana acomodada que abandona la isla en 1933 para establecerse en Miami, Arnaz intenta varias profesiones para ayudar a su familia hasta que es aceptado como guitarrista para el Sexteto Siboney.
Después de trabajar brevemente con el español Xavier Cugat en Nueva York, Arnaz regresa a Miami para dirigir su propio combo e introducir la conga a las audiencias norteamericanas. Fue tan grande el éxito, tanto local como nacional, que Arnaz vuelve a Nueva York para crear su propia banda. Se le ofreció un papel en el musical de Broadway Too Many Girls de 1939 y más tarde lo lleva a la versión cinematográfica en Hollywood. Fue en esta ocasión que conoce a su futura esposa Lucille Ball, con quien se casa el 30 de noviembre de 1940.
Arnaz participa en otras tres películas antes de enrolarse en el ejército durante la Segunda Guerra Mundial. Durante los dos años de servicio era responsable de entretener a las tropas. Antes de ser retirado como activo, logra formar una nueva orquesta, grabando varios éxitos a fines de los años 1940s y trabajar como director de orquesta en el show radial de Bob Hope de 1946 a 1947.
En 1951 Arnaz dirige sus esfuerzos en desarrollar los episodios de la famosa serie televisiva I Love Lucy, que se rodó por seis años en los estudios de la CBS y se convirtió en el programa de televisión más exitoso de la historia. El matrimonio con Lucille Ball llega a su fin en 1960.
Se retira del negocio de espectáculos y se muda momentáneamente a Baja California con su segunda esposa Edith. Muere el 2 de diciembre de 1986 en Hollywood debido a un cáncer de pulmón, a la edad de 69 años.

## I Love Lucy
El 15 de octubre de 1951, Arnaz se estrenó en I Love Lucy, en la que interpretó una versión ficticia de sí mismo, el líder de la orquesta cubana Enrique "Ricky" Ricardo, con Lucille Ball, su esposa verdadera. Ball insistió en que Arnaz interpretara a su esposo y coprotagonista en el aire para que los dos pudieran pasar más tiempo juntos.
La idea original era que la pareja actuaba como una exitosa pareja de famosos cuyas carreras glamorosas interfirieron con sus esfuerzos por mantener un matrimonio normal. La investigación del mercado indicaba que no sería popular. Por esta razón, Jess Oppenheimer lo cambió para hacer que Ricky Ricardo fuera un joven líder de la orquesta en apuros, y Lucy una esposa ordinaria que tenía fantasías de hacer negocios, pero no tenía el talento.
Inicialmente, la idea de tener a Ball y al claramente latino Arnaz retratando a una pareja casada encontró resistencia cuando se les dijo que el acento cubano y el estilo latino de Desi no serían agradables para los espectadores estadounidenses. La pareja superó estas objeciones, sin embargo, al viajar juntos, durante el verano de 1950, en un acto de vodevil en vivo que desarrollaron con la ayuda del payaso español Pepito Pérez, junto con los escritores de programas de radio de Ball.
Una gran parte del material de su acto de vodevil, incluida la memorable rutina de sellos de Lucy, se usó en el episodio piloto de I Love Lucy. Se recrearon segmentos del piloto en el sexto episodio de la primera temporada del programa. Durante su tiempo en el programa, Desi se convirtió en el emprendedor más exitoso de TV.

## Desilu Productions

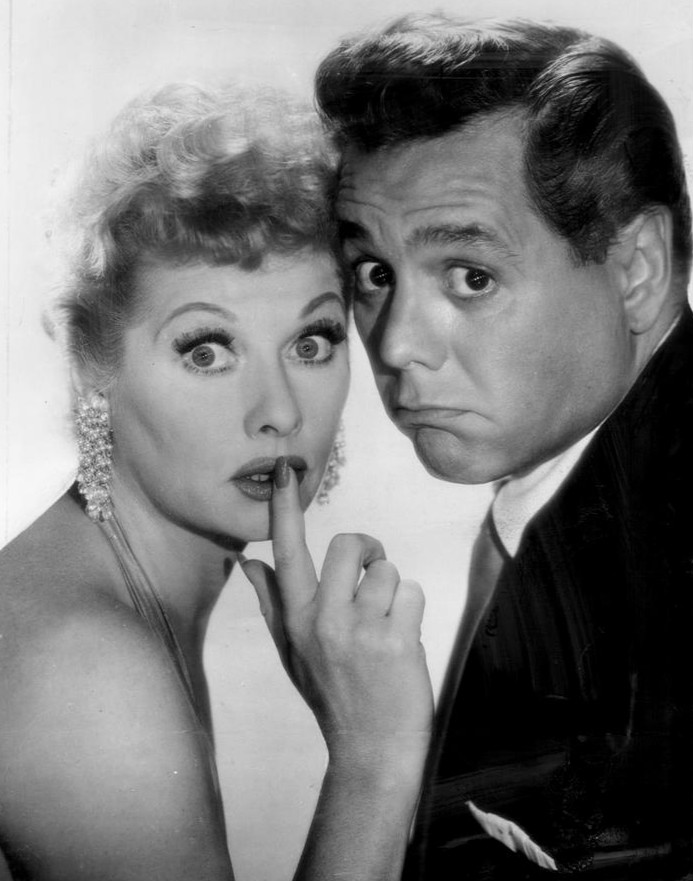
Lucille Ball y Desi Arnaz, 1957

“Desilu Productions” era una productora estadounidense que fue propiedad de los cónyuges Desi Arnaz y Lucille Ball. Hasta 1962, “Desilu Productions” era la segunda productora más grande de los Estados Unidos, solo superada por “Revue Productions” de MCA. Cuando MCA compró Universal Studios, se convirtió en la productora más popular. Desilu Productions produjo diversos programas de renombre, como Star Trek, I Love Lucy y Los Intocables, y se vendió en 1967. Durante siete años, Desi Arnaz y Lucille Ball fueron propietarios de Desilu Productions, antes de que Ball comprara su parte de la compañía a Arnaz. En 1967, la compañía volvió a tener éxito financiero y fue vendida a Gulf + Western por diecisiete millones de dólares. Entonces, Gulf + Western transformó Desilu Productions en otra compañía icónica, Paramount Television.

## Filmografía

### Como actor
- 1982: The Escape Artist .... Mayor León Quiñones
- 1978: Alice  .... Paco (1 episodio, 1978)
- 1974: Ironside  .... Dr. Juan Domingo (1 episodio, 1974)
- 1970: The Virginian  .... El Jefe (1 episodio, 1970)
- 1970: The Kraft Music Hall  .... Anfitrión (1 episodio, 1970)
- 1967: The Mothers-In-Law  .... Raphael del Gado (4 episodios, 1967–1968)
- 1961: The Red Skelton Show  .... Invitado / ... (1 episodio, 1961)
- 1957: The Lucy-Desi Comedy Hour  .... Ricky Ricardo (13 episodios, 1957–1960)
- 1958: Westinghouse Desilu Playhouse  .... Ricky Ricardo / ... (5 episodios, 1958–1960)
- 1959: Sunday Showcase  (1 episodio, 1959)
- 1959: Make Room for Daddy  .... Ricky Ricardo (1 episodio, 1959)
- 1951: I Love Lucy  .... Ricky Ricardo (181 episodios, 1951–1957)
- 1956: I Love Lucy Christmas Show  (TV) .... Ricky Ricardo
- 1956: Forever, Darling  .... Lorenzo Xavier Vega
- 1953: The Long, Long Trailer  .... Nicholas 'Nicky' Collini
- 1953: I Love Lucy  .... Ricky Ricardo / Él mismo
- 1949: Holiday in Havana  .... Carlos Estrada
- 1947: Jitterumba
- 1946: Cuban Pete  .... Desi Arnaz
- 1943: Bataan  .... Felix Ramírez
- 1942: The Navy Comes Through  .... Pat Tarriba
- 1942: Four Jacks and a Jill  .... Steve Sarto/Rey Stephan VIII de Aregal
- 1941: Father Takes a Wife  .... Carlos Bardez
- 1940: Too Many Girls  .... Manuelito Lynch

### Como productor
- 1967: The Mothers-In-Law  (productor ejecutivo) (56 episodios, 1967–1969)
- 1968: Land's End  (TV) (productor)
- 1966: The Carol Channing Show  (TV) (productor)
- 1961: The Untouchables  (productor ejecutivo) (3 episodios, 1961–1962)
- 1962: The Lucy Show  (productor ejecutivo) (1 episodios, 1962)
- 1958: The Ann Sothern Show  (productor ejecutivo) (93 episodios, 1958–1961)
- 1960: New Comedy Showcase  TV series (productor ejecutivo) (desconocido)
- 1957: The Lucy-Desi Comedy Hour  (productor ejecutivo) (13 episodios, 1957–1960)
- 1958: The Texan  TV series (productor ejecutivo) (desconocido)
- 1958: The Fountain of Youth  (TV) (productor ejecutivo)
- 1952: I Love Lucy  (productor ejecutivo) (131 episodios, 1952–1956) (productor)
- 1956: I Love Lucy Christmas Show  (TV) (productor)
- 1956: Forever, Darling  (productor)
- 1955: Those Whiting Girls  TV series (productor ejecutivo) (desconocido)

### Como guionista
- 1968: Land's End  (TV) (creador)
- 1959: Westinghouse Desilu Playhouse  (episodio "Ballad for a Bad Man",  1959) Serie (escritor)

### Como director
- 1967: The Mothers-In-Law  (24 episodios, 1967–1968)
- 1966: The Carol Channing Show  (TV)
- 1959: The Lucy-Desi Comedy Hour  (3 episodios, 1959–1960)
- 1959: Sunday Showcase  (1 episodio, 1959)

## Bandas sonoras
- 2001: I Love Lucy's 50th Anniversary Special (TV) (actuación: "California, Here I Come", "Babalu (Babalú)") ... aka "The I Love Lucy 50th Anniversary Special" – USA (DVD title)
- 1958: The Lucy-Desi Comedy Hour (1 episodio, 1958) ... aka "We Love Lucy" – USA (syndication title) – Lucy Wins a Race Horse (1958) TV episode (performer: "The Bayamo")
- 1952: I Love Lucy (3 episodios, 1952–1956) ... aka "Lucy in Connecticut" - USA (rerun title) ... aka "The Sunday Lucy Show" - USA (rerun title) ... aka "The Top Ten Lucy Show" – USA (rerun title) – Lucy and Bob Hope (1956) TV episodio (actuación: "Nobody Loves the Ump" (no acreditado)) – Ricky's European Booking (1955) TV episode (actuación: "Forever, Darling" (no acreditado)) – Cuban Pals (1952) TV episode (performer: "The Lady in Red", "Similau")
- 1956: Forever, Darling (actuación: "Forever, Darling" (reprise))
- 1949: Holiday in Havana (guionista: "Holiday In Havana", "The Arnaz Jam")
- 1946: Desi Arnaz and His Orchestra (actuación: "Guadalajara", "Babalu (Babalú)", "Tabu (Tabú)", "Pin Marin") ... aka "Melody Masters: Desi Arnaz and His Orchestra" - USA (series title)
- 1942: Four Jacks and a Jill ("Boogie Woogie Conga" 1941))
- 1941: Father Takes a Wife ("Perfidia" (1939), "Mi amor" (1941))
- 1940: Too Many Girls (actuación: "Spic 'n' Spanish", "You're Nearer", "Conga") ("'Cause We Got Cake")